# Feeder Airlines
La Feeder Airline è stata una compagnia aerea di bandiera del Sudan del Sud. La compagnia inizia le operazioni il 2 giugno 2007, operando voli di linea e charter dall'Aeroporto Internazionale di Giuba, usato come hub. A maggio 2014 la compagnia non era più operativa 
La compagnia serviva i maggiori aeroporti del Sudan del Sud. Da marzo 2010, la compagnia effettuava collegamenti ogni giorno con Entebbe, in Uganda.

## Flotta
Alla data del 26 marzo 2012, la flotta della Feeder Airlines aveva i seguenti aeromobili, con un'età media di 21,4 anni: